# 6-й стрелковый корпус (1-го формирования)
6-й стрелковый корпус — общевойсковое оперативно-тактическое соединение (стрелковый корпус) РККА ВС Союза ССР, до и во время Великой Отечественной войны.
В рабочих документах для формирования применилось сокращённое действительное наименование — 6 ск.

## История
Управление корпуса (командование, штаб, отделы и так далее) сформировано в г. Киеве в мае 1922 года. Корпус формировался по приказу командующего Вооружёнными Силами Украины и Крыма № 627/162 от 23 мая 1922 года в Киеве из частей Киевского и Харьковского военных округов. В корпус входили 15-я и 51-я стрелковые дивизии. В июне 1922 года управление корпуса перемещено в Елисаветград (ныне город Кропивницкий), где и находилось по март 1923.. С марта 1923 года управление корпуса передислоцировано в Одессу. В ноябре 1923 года в 6-м стрелковом корпусе на базе частей 15-й и 51-й сд формируется 95-я сд (территориальная) с управлением в г. Первомайске Первомайского округа Одесской губернии.

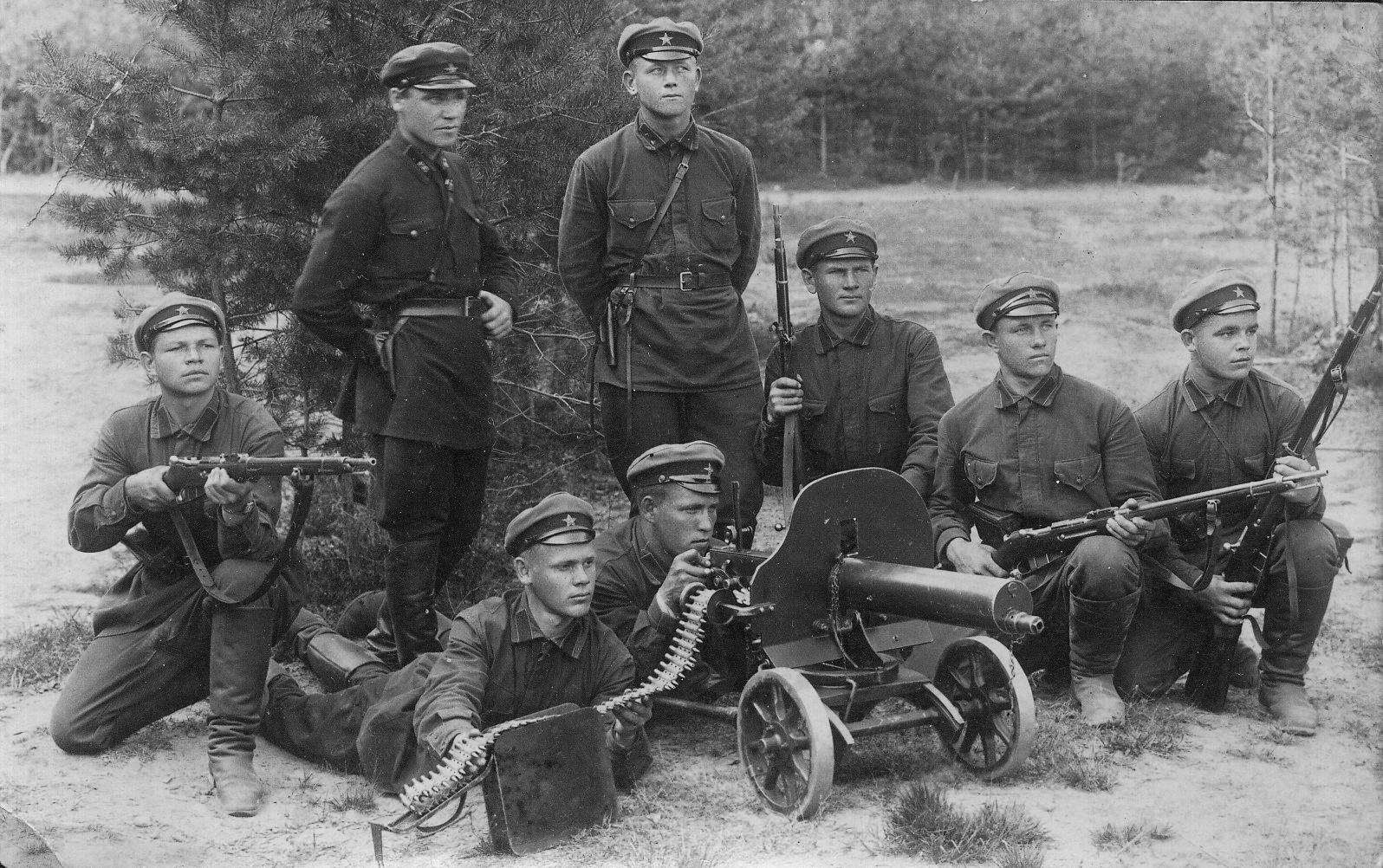
Командиры и бойцы РККА с пулемётом Максима, конец 1920-х — начало 1930-х

26 июля 1938 года Киевский военный округ преобразован в Киевский Особый военный округ, а в округе формируются армейские группы. Управление Одесской армейской группы формировалось на базе управления 6-го стрелкового корпуса в г. Одессе. Взамен переданного управления должно было быть сформировано новое управление корпуса в Одессе.
16 сентября 1939 года корпус в составе ОдАГ вошёл в состав Украинского фронта. 17 сентября 1939 года, когда начался военный поход Красной Армии в восточные районы Польши — Западную Украину, корпус был в составе Одесской армейской группы. В составе Действующей армии корпус находился с 17.09.1939 по 28.09.1939.
Для усиления войск фронта управление корпуса оставило стрелковые дивизии, входившие в его состав в местах постоянной дислокации, и убыло в Яворов под Львовом. На 2 октября 1939 года управление было в составе 6-й армии Украинского фронта.
К октябрю 1939 года Украинский фронт получил усиление новыми соединениями. По состоянию на 2 октября 1939 года корпус был в составе 6-й армии Украинского фронта. Состав корпуса: корпусные части, 7-я стрелковая дивизия и 140-я стрелковая дивизия.
Корпус принял участие в военном походе Красной Армии в восточные районы Польши — в Западную Украину на заключительном этапе.
Войска корпуса сменяли войска 96-й, 97-й стрелковых дивизий 17-го стрелкового корпуса в среднем течении реки Сан от Билгорая до Перемышля и несли службу по охране демаркационной линии.

### Состав (до ВОв)
На 1922:
- Управление корпуса
- 15-я стрелковая дивизия
- 51-я стрелковая дивизия

На 1925:
- Управление корпуса
- 15-я стрелковая дивизия
- 51-я стрелковая дивизия
- 95-я стрелковая дивизия

На 1931 год:
- Управление корпуса
- Корпусные части:
  - 6-й тяжёлый артполк — штаб в г. Вознесенск
  - 6-й батальон связи — штаб в г. Одесса.
  - 6-й сапёрный батальон — штаб в г. Одесса
  - 6-я гидротехническая рота — в г. Одесса
- 15-я стрелковая дивизия
- 51-я стрелковая дивизия
- 95-я стрелковая дивизия

На 1.07.1935:
- Управление корпуса
- 6-й корпусной артиллерийский полк
- 15-я стрелковая дивизия
- 51-я стрелковая дивизия
- 95-я стрелковая дивизия

На 15.08.1938 — октябрь 1939:
- Управление корпуса
- 15-я стрелковая дивизия
- 51-я стрелковая дивизия
- 95-я стрелковая дивизия
- Рыбницкий укреплённый район (с 15.08.1938)
- Тираспольский укреплённый район (с 15.08.1938)

На октябрь 1939:
- Управление корпуса (в Яворов)
- корпусные части
- 7-я стрелковая дивизия
- 140-я стрелковая дивизия

### В составе и состав (до ВОВ)
| Дата                  | Округ, Фронт                  | Армия                     | Состав управление, стрелковые                                                                      | Другие части, в том числе приданные | Примечания |
| --------------------- | ----------------------------- | ------------------------- | -------------------------------------------------------------------------------------------------- | ----------------------------------- | ---------- |
| 1922                  | Киевский военный округ        |                           | |                                     | -          |
| 24.04-27.05.1922      | Юго-Западный военный округ    |                           | |                                     | -          |
| 27.05.1922-17.05.1935 | Украинский военный округ      |                           | |                                     | -          |
| 17.05.1935-26.07.1938 | Киевский военный округ        |                           | |                                     | -          |
| 26.07.1938-12.10.1939 | Киевский Особый военный округ | Одесская армейская группа | |                                     | -          |
| на 2.10-11.1939       | Украинский фронт              | 6-я армия Киевского ОВО   | управление корпуса (в Яворов), корпусные части, 7-я стрелковая дивизия и 140-я стрелковая дивизия. |                                     |            |
| 11.1939-…1940         | Киевский Особый военный округ | 6-я армия                 | |                                     | -          |

## История корпуса во время Великой Отечественной войны
В 1941 году управление корпуса приняло в подчинение новые стрелковые дивизии. Управление корпуса находилось в Яворове.
В действующей армии с 22 июня 1941 по 25 сентября 1941 года
На 22 июня 1941 года управление корпуса находилось в Яворове. Входящие в его состав дивизии располагались: 97-я стрелковая дивизия северо-западнее Яворова, несколько в глубине северо-восточнее Яворова 159-я стрелковая дивизия, и далее ещё северо-восточнее Яворова 41-я стрелковая дивизия.
Соединения корпуса вступили в бой 22 июня 1941 года.
На основании показаний пленных и захваченных в бою документов было установлено, что против нашего корпуса действуют 4-й армейский корпус, а также части 44-го и 49-го армейских корпусов. Непосредственно перед фронтом нашей дивизии наступали 262, 24, 295, 71 и 296-я пехотные дивизии, усиленные боевой техникой и поддержанные значительной группой авиации. Свои главные усилия противник по-прежнему сосредоточивал на основном операционном направлении Рава-Русская – Львов.
41-я стрелковая дивизия заняла Рава-Русский укреплённый район и держала оборону там же, где 23 июня 1941 года им удалось приостановить наступление противника. Более того, части 41-й стрелковой дивизии не только удержали район, но и отбросив немецкие войска, вошли на территорию, оккупированную Германией, более чем на три километра, в конце дня находились на рубеже Жычки, Тениатиска (2 км южнее Любыча Крулевска), Брусно-Нове, 97-я стрелковая дивизия — на рубеже Млодув, Хотынец. 159-я стрелковая дивизия на 22 июня 194' перебрасывалась из района Немирув в район Магерув. 23 июня 1941 противник сосредоточил усилия на вклинении между 159-й и 97-й, создавая угрозу окружения частей армии. К вечеру 24 июня 1941' разрыв между дивизиями достиг 40 километров, куда вклинились войска противника и к вечеру того же дня заняли Немирув.
На 25 июня 1941 года 41-я стрелковая дивизия и 159-я стрелковая дивизия держали оборону на вверенных позициях, 97-й дивизии, совместно с 3-я кавалерийская дивизия и частями 4-го мехкорпуса была поставлена задача восстановить положение коротким ударом во фланг немецких частей, наступающих вдоль шоссе на Яворов и выйти на рубеж Дрогомысль, Свидница, Мораньце.
Несмотря на то что дивизиями удерживался укреплённый район, моральное состояние войск корпуса оставляло желать лучшего: за период с 22 по 25 июня 1941 года было задержано около 5 000 дезертиров, 100 человек расстреляно.
Удар 97-й дивизии оказался безуспешным, и хотя 26 июня 1941 года 41-я стрелковая дивизия и 159-я стрелковая дивизия обороняли район, они уже были вынуждены оставлять позиции и начинать планомерный отход, поскольку возникла угроза окружения. Дезорганизованная и потрёпанная 97-я стрелковая дивизия сосредоточивалась в районе Стажиска, шоссе и лес южнее.
К утру 28 июня 1941 года 41-я стрелковая дивизия и 159-я стрелковая дивизия отступили на рубеж Жулкев, Глиньско, Фуйна, 97-я стрелковая дивизия отошла до участка высота 316, южная окраина Лозина, высота 337, 350, восточный берег Яновски Став, Страдч.
На 29 июня 1941 года состояние корпуса Военный советом 6-й армии характеризовалось как следующее:
Единственный стрелковый корпус мало боеспособен, требует пополнения и отдыха. 

41-я стрелковая дивизия понесла значительные потери, требует пополнения. 

159-я стрелковая дивизия потеряла своё командование, была дезорганизована авиацией и совершенно небоеспособна, требует укомплектования. 

97-я стрелковая дивизия понесла значительные потери, потеряла руководящий командный состав и требует вывода в тыл для пополнения. 

Вывод: 6-й стрелковый корпус не представляет полнокровного соединения и мало боеспособен.
К 30 июня 1941 года части корпуса были несколько пополнены, в частности, 159-я стрелковая дивизия, пополненная мотострелковым полком в этот день вела безуспешные бои уже на восточной окраине Львова.
С 1 июля 1941 года корпус, под угрозой окружения отходит на Тернополь, постоянно отражая атаки противника, с задачей занять позиции в Изяславском и Староконстантиновском укреплённых районах к 5 июля 1941 года
К 10 июля 1941 года выведен из боёв для отдыха, доукомплектования и формирования в район Белой Церкви.
Уже 16 июля 1941, не закончив укомплектования, занимая позиции по реке Рось западнее Белой Церкви вновь вступил в бои, нанося контрудар на северо-запад в район Попельни — однако, под контрударом немецкой 9-й танковой дивизии части корпуса не только не продвинулись, но и начали отходить на восток.
17 июля 1941 ведёт бои на подступах к Белой Церкви, вынужден был оставить город, который в этот же день вновь был отбит, но к вечеру корпус выбит из Белой Церкви. Несколько раз предпринимал безуспешные контратаки, в то же самое время части корпуса с трудом отражали танковые атаки между Белой Церковью и Фастовом.
24 июля 1941 года переходит в наступление на Белую Церковь, 25 июля 1941 под контратакой немецкой 11-й танковой дивизии был вынужден отойти к Днепру на 30 километров от занимаемых ранее позиций. С 26 по 28 июля 1941 года вновь подвергается массированному удару, отходит ещё ближе к Днепру
До 7 августа 1941 на фронте корпуса установилось относительное затишье. 7 августа 1941 корпус при поддержке 186-го противотанкового полка, 109-го и 229-го корпусных артиллерийских полков и 30 танков 12-й танковой дивизии перешёл в наступление, обеспечивая правый фланг ударной группировки армии, продвинулся на несколько десятков километров, но затем был вынужден повернуть войска на север, в направлении Киева, во фланг вражеских войск. После наступления корпус, как боевая единица перестал существовать, то есть от корпуса осталось одно лишь управление, а соединения корпуса были подчинены непосредственно армии.
25 сентября 1941 года корпус официально расформирован.

## В составе и состав
| Дата       | Фронт              | Армия      | Состав управление, стрелковые                                                               | Другие части, в том числе приданные | Примечания |
| ---------- | ------------------ | ---------- | ------------------------------------------------------------------------------------------- | --- | ---------- |
| 22.06.1941 | Юго-Западный фронт | 6-я армия  | управление корпуса 41-я стрелковая дивизия 97-я стрелковая дивизия 159-я стрелковая дивизия | 35-й отдельный батальон связи 18-й отдельный сапёрный батальон 135-й пушечный артиллерийский полк 209-й корпусной артиллерийский полк 229-й тяжёлый корпусной артиллерийский полк 307-й отдельный зенитный артиллерийский дивизион | -          |
| 01.07.1941 | Юго-Западный фронт | 6-я армия  | управление корпуса 41-я стрелковая дивизия 97-я стрелковая дивизия 159-я стрелковая дивизия | 35-й отдельный батальон связи 18-й отдельный сапёрный батальон 135-й пушечный артиллерийский полк 209-й корпусной артиллерийский полк 229-й тяжёлый корпусной артиллерийский полк 307-й отдельный зенитный артиллерийский дивизион | -          |
| 10.07.1941 | Юго-Западный фронт | -          | управление корпуса 41-я стрелковая дивизия 97-я стрелковая дивизия 159-я стрелковая дивизия | 35-й отдельный батальон связи 18-й отдельный сапёрный батальон 307-й отдельный зенитный артиллерийский дивизион | -          |
| 01.08.1941 | Юго-Западный фронт | 26-я армия | управление корпуса 41-я стрелковая дивизия 97-я стрелковая дивизия 159-я стрелковая дивизия | 35-й отдельный батальон связи 18-й отдельный сапёрный батальон 307-й отдельный зенитный артиллерийский дивизион | -          |
| 01.09.1941 | Юго-Западный фронт | 26-я армия | только управление корпуса                                                                   | - |            |

- 93-й погранотряд ПВ НКВД с июля обеспечивал несение службы заграждения в тылу 6-го корпуса[4]

## Командование
Командиры корпуса:
- Дыбенко, Павел Ефимович (май 1922 — октябрь 1922), краском;
- Восканов, Гаспар Карапетович (30.10.1922- июнь 1924), краском;
- Авксентьевский, Константин Алексеевич (июнь 1924 — март 1925), краском;
- Зонберг, Жан Фрицевич (05.1925—1929), краском;
- Грязнов, Иван Кенсоринович (1929—1930), краском;
- Репин, Василий Иванович (с 8.08.1936 по 23.07.1938), комдив
- Музыченко, Иван Николаевич (с 27.04.1940 по 26.07.1940)
- Алексеев, Иван Иванович (с 29.07.1940 по 19.08.1941), генерал-майор, попал в плен
- Лопатин, Антон Иванович (с 20.08.1941 по 25.08.1941), генерал-майор.

Начальник штаба корпуса:
- Рихтер, Борис Стефанович (с 15.07.1940 по 28.06.1941), генерал-майор.

Заместители командиров корпуса по политической части:
- Векличев, Георгий Иванович, помощник командира корпуса по политической части (1929—1930). (8, п.6);
- Голотт, Николай Андреевич (1895—?), помощник командира корпуса по политической части;
- Пряхин, Иван Фёдорович, (с ??.02.1939 по ??.08.1941).

Командиры управления корпуса:
- Адамович, Владимир Александрович, начальник артиллерии 6 ск, комбриг, (17.05.1939). (9-строка 22)